# Eva Dahlgren
Eva Charlotte Dahlgren Attling (Umeå, 9 giugno 1960) è una cantante svedese di musica pop.
È anche autrice di libri per bambini e ha debuttato in questo genere nel 2001 con la storia Lars & Urban e le stelle dei barboncini.

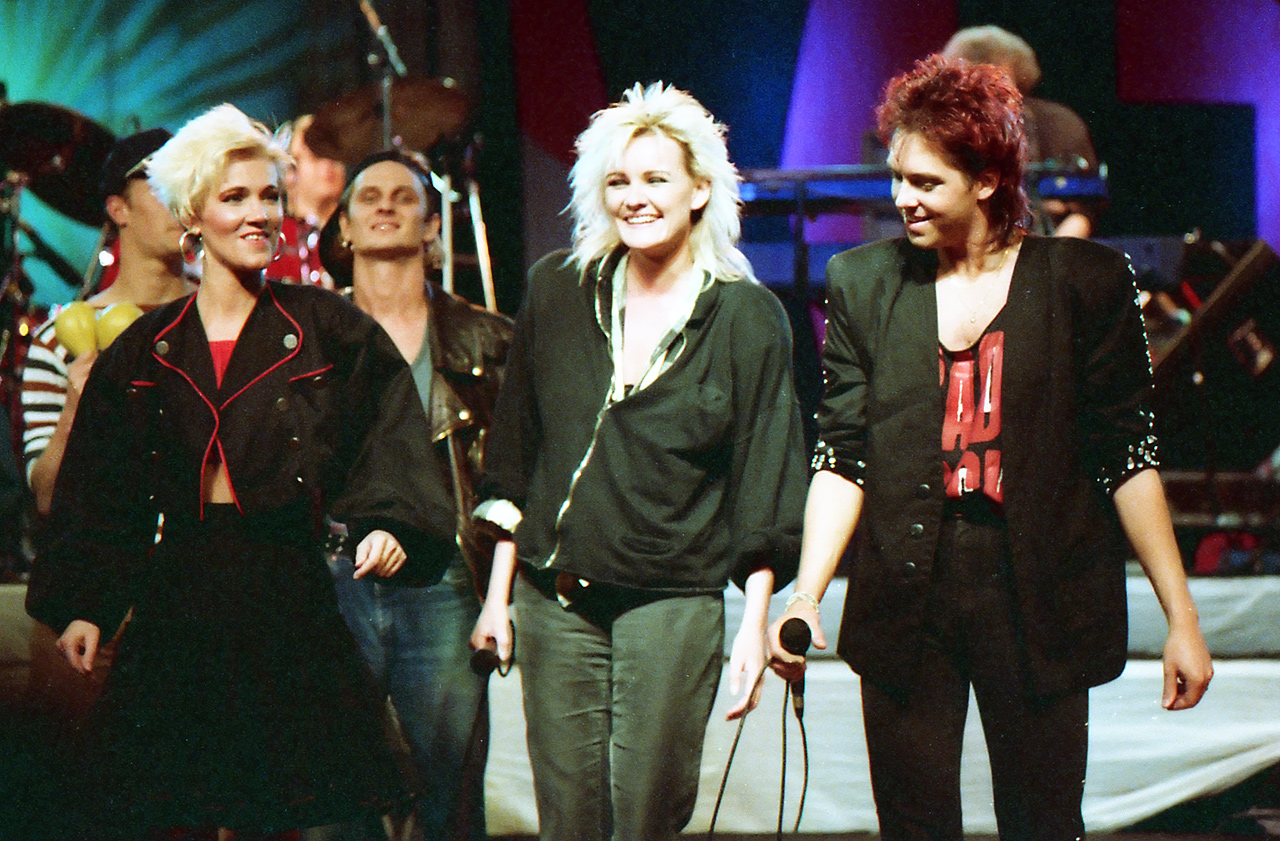
Eva Dahlgren, sul palco con Roxette e Orup nel 1987

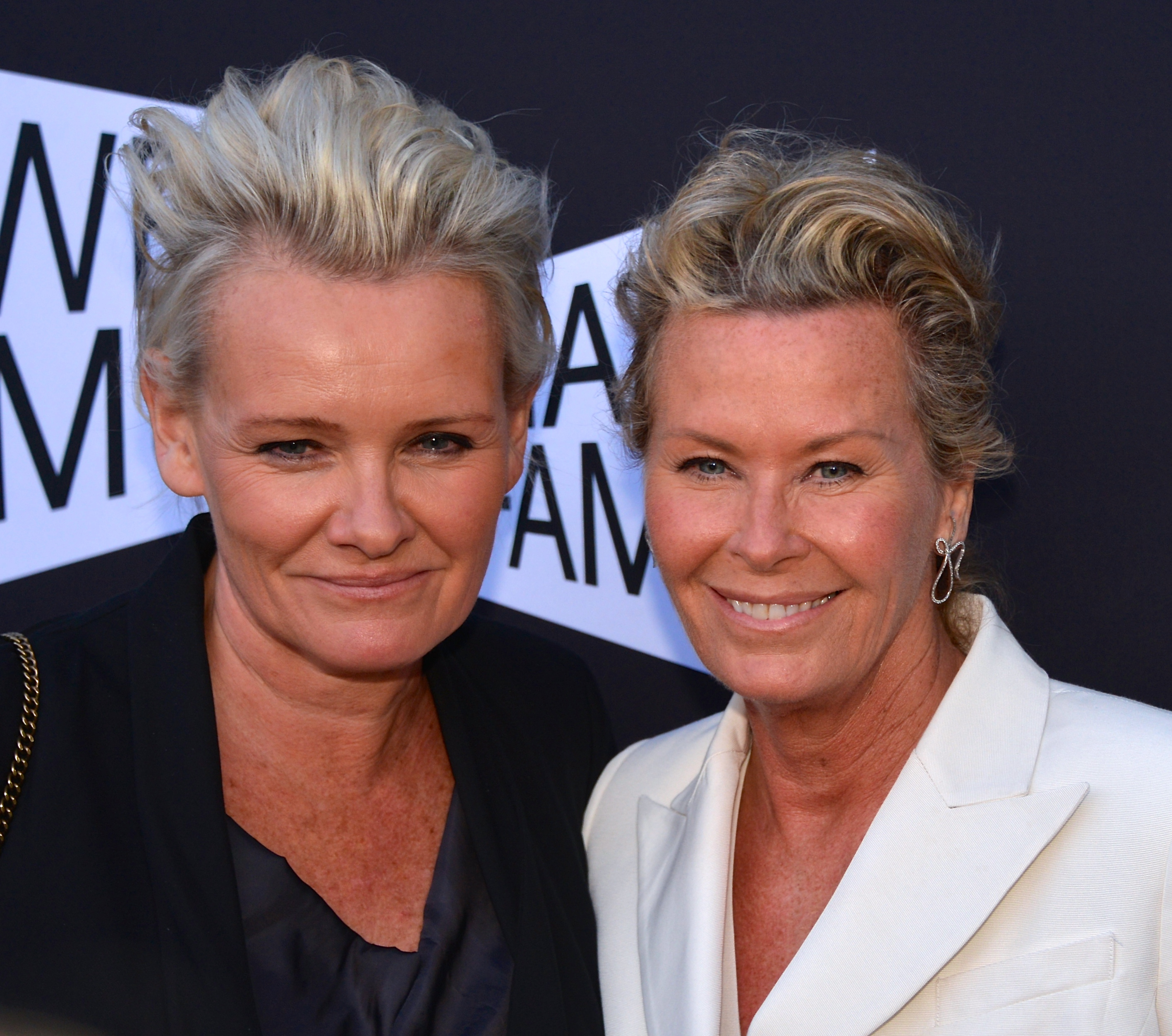
Eva Dahlgren e Efva Attling in occasione dell'inaugurazione del Museo Abba il 6 maggio 2013

## Biografia

### Carriera musicale
Dopo essere apparsa nel programma televisivo Sveriges magasin 1978, Eva Dahlgren fu contattata dal produttore musicale Bruno Glenmark e lo stesso anno uscì l'album di debutto Finns det nån som carr om, prodotto da Bruno e Anders Glenmark. Eva Dahlgren arrivò al terzo posto al Melodifestivalen nel 1979 e partecipò anche nel 1980.
Nel 1987, partecipò ad un tour insieme ai Roxette, Ratata e Orup.
Il suo più grande successo commerciale fino ad oggi arrivò nel 1991 con l'album A Pale Blonde's Heart, che ha venduto nel corso degli anni oltre 500 000 copie. Ai Grammy Awards del 1992, la Dahlgren vinse il Grammy Award in cinque categorie: artista dell'anno, album dell'anno, single dell'anno, artista femminile dell'anno e compositrice dell'anno. Con un totale di nove Grammy Awards e tre Rock Bears (gennaio 2008), è uno degli artisti svedesi più premiati di tutti i tempi.
È stata inoltre nella band Buddaboys insieme a Mija e Greta Folkesson.
Dopo l'omicidio di Anna Lindh nel 2003, partecipò alla cerimonia in suo onore al municipio di Stoccolma con la canzone "Angel in my Room". Partecipò anche al concerto commemorativo a Kungsträdgården nel decimo anniversario dell'11 settembre 2013.

### Vita privata
Si è dichiarata omosessuale nel 1996 quando si è unita civilmente con Efva Attling il 25 gennaio.
La coppia si è sposata il 15 novembre 2009 all'Hotel Rival di Stoccolma.
Nel 2008 la Dahlgren ha detto di essere stata contattata dalla Chiesa di Svezia per scrivere il testo per un nuovo Requiem composto da Jan Sandström. Durante il lavoro iniziale, è giunta alla conclusione di essere atea, il che l'ha portata a non accettare l'incarico.

## Stile
Eva Dahlgren ha scritto i testi e la musica per gran parte delle sue canzoni. Al suo debutto nel 1978, era influenzata maggiormente dalla musica folk, mentre la sua musica negli anni '80 è diventata più rock.

## Discografia
- 1978: Finns det nån som bryr sig om
- 1980: Eva Dahlgren
- 1981: För väntan
- 1982: Tvillingskäl
- 1984: Ett fönster mot gatan
- 1984: Känn mig
- 1987: Ung och stolt
- 1989: Fria Världen 1.989
- 1991: En blekt blondins hjärta
- 1992: Eva Dahlgren
- 1992: För minnenas skull
- 1995: Jag vill se min älskade komma från det vilda
- 1999: Lai Lai
- 1999: LaLaLive
- 2005: Snö
- 2007: En blekt blondins ballader
- 2007: Petroleum och tång
- 2016: Jag sjunger ljuset